# Laemostenus andalusiacus
Laemostenus andalusiacus is een keversoort uit de familie van de loopkevers (Carabidae). De wetenschappelijke naam van de soort is voor het eerst geldig gepubliceerd in 1982 door J.Vives & E.Vives.